# Robledillo de Trujillo
Robledillo de Trujillo – gmina w Hiszpanii, w prowincji Cáceres, w Estramadurze, o powierzchni 44,78 km². W 2011 roku gmina liczyła 414 mieszkańców.